# Film+
Film+ este un canal de televiziune maghiar, deținut de RTL Group. Canalul difuzează 24 de ore pe zi și oferă exclusiv filme. Vocea canalului său este Péter Tarján.

## Istoric
Canalul a fost lansat pe 15 septembrie 2003 ca F+. Mai târziu, pe 4 septembrie 2004, canalul a primit numele actual, în timp ce M+ și Humor 1 au fuzionat sub numele Cool TV. De atunci, a fost unul dintre cele mai vizionate canale de televiziune prin cablu împreună cu Cool TV. Este disponibil în peste 2,5 milioane de oameni.
Film+ a mai avut și pe Film+2, care a fost lansat pe 2 aprilie 2008. Inițial, a fost creat pentru femei, filme de comedie, filme dramatice și filme romantice, iar mai târziu a început să difuzeze filme culturale. Film+2 și-a schimbat numele în RTL Gold pe 3 iulie 2017, programul său fiind complet schimbat.
Din 15 septembrie 2007, împreună cu Cool TV, a folosit sistemul de evaluare a conținutului de televiziune.
Prima schimbare majoră a siglei și imaginii a avut loc pe 15 septembrie 2008. Între 2009 și 2010 au fost introduse elemente de imagine realiste, cu logo-ul acesteia.
Pe 1 decembrie 2014, la ora 08:57, a primit sigla actuală, ident-urile și a lansat versiunea HD, doar pentru teste. Ident-urile sale au fost concepute de Play Dead. De la 1 ianuarie 2015, sediul său a devenit în Luxemburg, iar versiunea HD a fost lansată oficial. Din martie 2015, în ciuda noului sediu, canalele de cablu ale RTL utilizează sistemul de evaluare a conținutului de televiziune.
Pe 6 februarie 2025, la ora 05:00, după 10 ani, canalul a căpătat o nouă față, iar odată cu ea a fost eliminat și semnalul HD al canalului (pentru câteva minute, în colț nu a existat nici logo, nici semn de limită de vârstă, asemănător cu schimbarea numelui și a feței RTL+ ca canal TV către RTL Három). Imaginea a păstrat muzica și stilul de bază (culoare de bază albastru deschis, forme abstracte în unele identități) din imaginea anterioară, folosită timp de 10 ani, dar le-a reînnoit și le-a completat cu grafică care arată genurile filmelor care rulează pe canal.

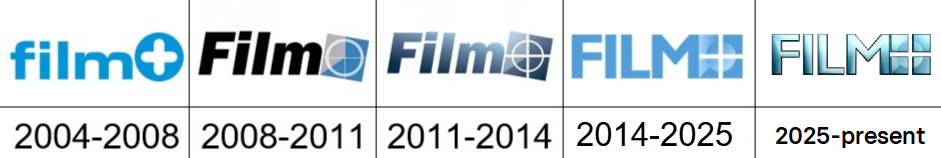
Film+ logos from 2025